# Georges Agabekov

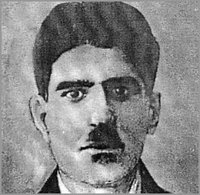
Georges Agabékov

Georges Agabékov (el nombre original de la familia era Arutyúnov; en ruso Геóргий (Григóрий) Сергéевич Агабéков, transliterado Gueórgui (Grigori) Serguéievich Agabékov; 1895-1937) fue un militar del Ejército Rojo soviético, chekista, agente de la OGPU, y Jefe de la Sección Oriental de la OGPU en 1928 y 1929. Fue el primer oficial superior de la OGPU que desertó a Occidente (1930), probablemente a causa de haberse enamorado de una profesora de inglés en Constantinopla. Sus reveladores libros dieron lugar a detenciones masivas de agentes de inteligencia soviéticos en todo el Cercano Oriente y Asia Central.

## Biografía
Agabékov nació de padres armenios en Asjabad, Imperio ruso, en 1895.

### Ejército Rojo
Luchó en el Ejército Imperial Ruso de 1914 a 1916, durante la Primera Guerra Mundial. A finales de 1916, fue enviado a una escuela militar de Tashkent que otorgaba el grado de práporshchik. Después de la Revolución de Octubre de 1917 se unió a la Guardia Roja en marzo de 1918.

### Cheka
Se unió al Partido Bolchevique en 1920 y poco después pasó a formar parte de la Cheka. Participó en el Terror Rojo, en Ekaterimburgo, y en la represión de una revuelta campesina en Tiumén.

### OGPU
Como Agabékov hablaba persa y turco, fue reclamado por Moscú, en octubre de 1921, para unirse a la Sección Oriental de la Cheka. En 1922, fue enviado a Tashkent a trabajar por Yákov Peters. Según su propio relato, mientras estuvo en el Turquestán [2] jugó un papel clave en la localización del campamento del entonces líder de los Basmachí Enver Pasha, cerca de Denau (ahora en la provincia de Surjandarín, en Uzbekistán), sentando así las bases para fijar el itinerario de las tropas de Enver y conseguir su asesinato a principios de agosto de 1922.

En abril de 1924, fue destinado a la misión soviética en Kabul, donde trabajó bajo cobertura diplomática.
A finales de 1926, Agabékov fue designado jefe del servicio exterior de la OGPU en Persia, con centro de actividades en Teherán, consiguiendo éxitos en la obtención de códigos secretos de países extranjeros, reclutando agentes y fomentando la animosidad contra Gran Bretaña entre los líderes tribales locales. Sin embargo, fracasó en la tarea de enviar de vuelta a la URSS al desertor Borís Bazhánov, ex asistente de Stalin. 

De regreso a Moscú, en abril de 1928, Agabékov fue promovido al cargo de jefe de la Sección de Cercano Oriente de la OGPU.

### En Constantinopla. Deserción
A finales de octubre de 1929, Agabékov llegó a Constantinopla desde Odessa como jefe de los espías "ilegales" en Turquía, donde sustituyó al social-revolucionario de izquierda Yákov Blumkin (alias Zhivói), ejecutado en Moscú poco después. Como Blumkin ante él, Agabékov viajó a Turquía con un pasaporte persa. Se hizo pasar por un rico comerciante armenio, de nombre Nersés Ovsepyán. Además de en Turquía, Blumkin había comenzado a establecer redes de espionaje "ilegales" en países como Siria, Palestina, Hiyaz y Egipto. Según Agabékov, antes de 1930 la OGPU veía a Turquía como una potencia amiga, de conformidad con el tratado ruso-turco de Moscú; sin embargo, la cooperación ofrecida por la policía y la inteligencia turcas fue disminuyendo. Mijaíl Trilisser, jefe de la sección exterior de la OGPU entre 1922 y 1930, que era quien patrocinaba a Agabékov, [4] pensaba hacer de Constantinopla la base de las actividades del espionaje soviético para todo el Cercano Oriente.
El oficial de inteligencia y periodista británico Gordon Brook-Shepherd, en su libro de 1977 “The Storm Petrels: The First Soviet Defectors, 1928-1938”, sostuvo que la deserción Agabékov a Francia, en junio de 1930, tuvo su origen únicamente en el hecho de que se había enamorado de una muchacha inglesa menor de edad, Isabel Streater, con la que estaba aprendiendo inglés; [6] pero el relato del propio Agabékov se refiere a motivos políticos e ideológicos, así como al hecho de que a finales de abril de 1930 descubrió que él y sus contactos (en su mayoría comerciantes armenios de Constantinopla) estaban bajo estrecha vigilancia por la policía turca. 

Poco después de su llegada a París, en agosto de 1930, las autoridades francesas lo expulsaron a Bruselas (Bélgica), donde vivió con su apellido original de Arutyúnov. Allí logró por fin establecer contacto con los británicos y casarse con Isabel.

### Publicación deOGPU: The Russian Secret Terror
La publicación en inglés, en 1931, del libro de Agabékov “OGPU: The Russian Secret Terror”, tuvo como consecuencia la detención de cientos de agentes soviéticos y simpatizantes en Persia, así como otros países del Cercano Oriente. Se produjo un fuerte deterioro de las relaciones de Moscú con Reza Shah. Además publicó en Berlín dos libros en ruso, que contienen elementos autobiográficos. Entre otras cosas, Agabékov dijo que a partir de 1929, la Sección Extranjera de la OGPU utilizó activamente clérigos armenios, tanto de la propia URSS como del extranjero, para las tareas de espionaje. 

### Asesinato
Se pensó que había sido asesinado por agentes soviéticos en los Pirineos, en 1937, tras una serie de intentos fallidos contra su vida, pero de acuerdo con el libro de memorias de 1997, atribuido a Pável Sudoplátov, [9] su asesinato fue organizado por Aleksandr Korotkov, que posteriormente llegaría a ser jefe adjunto de los servicios de espionaje soviéticos, siendo el ejecutor un oficial turco retirado en París. 

Ilya Grigoryevich Dzhirkvelov ofreció un relato divergente sobre la eliminación del desertor en sus memorias de 1987.Agabekov entonces trabajaba para la policía secreta rumana, que le había proporcionado una casa fortificada y un guardaespaldas cerca de Bucarest. En el verano de 1939, un hombre llamado Vladimir Sanakoyev telefoneó a Agabekov y le declaró que lo habían enviado para asesinarlo, pero que no deseaba cumplir su misión. Se organizó una reunión confidencial, aparentemente para elaborar un plan para engañar a Moscú, pero esto le dio a Sanakoyev la oportunidad de acercarse a su víctima.
Dzhirkvelov afirmó que su versión estaba corroborada por el material del archivo de Agabekov y que señalaba discrepancias considerables con los escritos de Brook-Shepherd.

## Escrituras
- Г. П. У. Записки чекиста (G.P.U. Notas de un chekista). Berlín: Strelá, 1930
  - G.P.U. (1930) (francés)
  - 'ЧК за работой'. Berlín: Стрела, 1931
  - OGPU: The Russian Secret Terror, traducido del francés por Henry W. Bunn, (Nueva York:  Brentanos, 1931)
  - OGPU: The Russian Secret Terror, traducido del francés por Henry W. Bunn (1975)
- Cheká za rabótoy (1992)
- Sekretny Terror (1998)
- Enver paşUn nasıl öldürüldü?, Hasan Babacan, Servet Avşar (2011)